# مقاطعة غلاتين (مونتانا)
مقاطعة غلاتين (بالإنجليزية: Gallatin County)‏ هي إحدى مقاطعات ولاية مونتانا في الولايات المتحدة الأمريكية.